# Giraffe (РЛС)

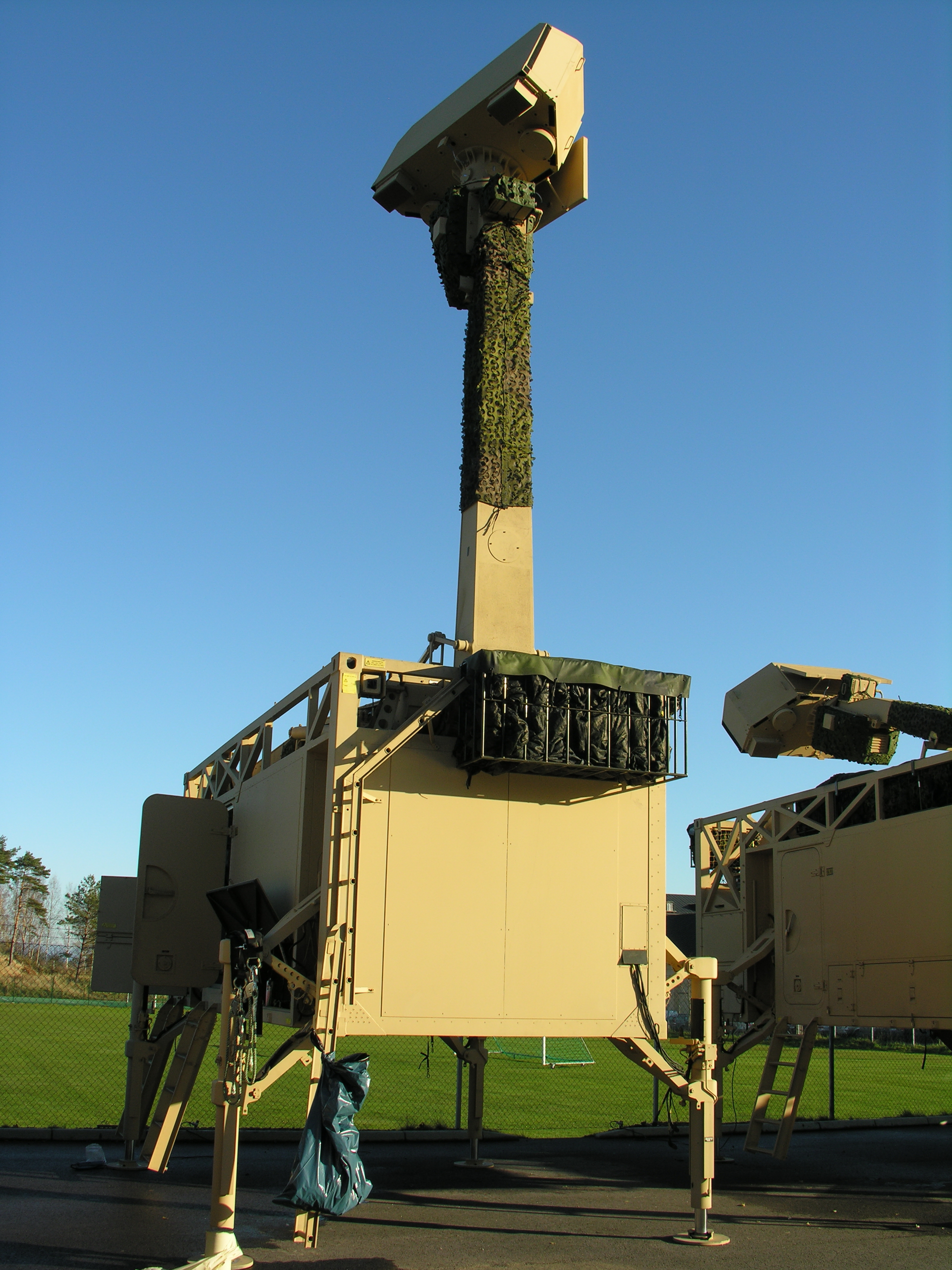
Контейнерний варіант GIRAFFE AMB

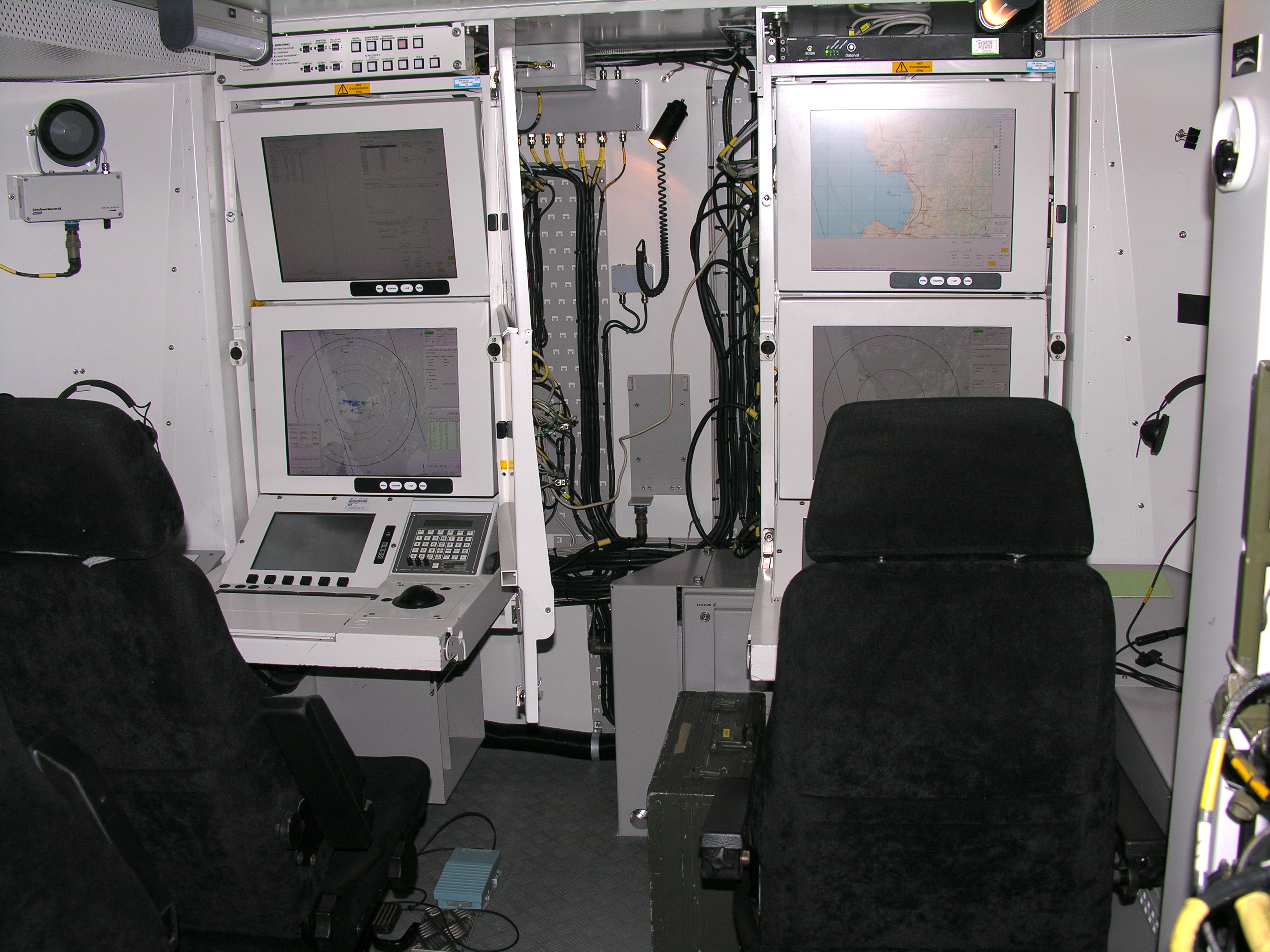
Робочі місця операторів РЛС Giraffe AMB

РЛС Giraffe AMB є характерним представником сучасного покоління радарів з цифровими антенними решітками, в яких цифрове діаграмоутворення виконується в одній кутовій площині й використовується обертання антени за азимутом.
Розробка дослідного зразка радара Giraffe AMB (Agile Multi Beam) була завершена в 1997 р. у рамках контракту вартістю 80 млн. $ шведською фірмою Ericsson Microwave Systems AB (в 2006 р. відповідний структурний підрозділ Ericsson було продано SAAB Microwave Systems, що й виробляє ці радари зараз).

## ХарактеристикиРЛСGiraffe AMB
Апаратура Giraffe AMB разом з робочими місцями трьох операторів розміщається в одному 10-тонному контейнері довжиною 6 м, що перевозиться на автомобільному шасі. Час бойового розгортання становить 10 хв, висота максимального підйому антени — 13 м (можливий проміжний режим розгортання з висотою підйому 9 м). Потужність автономного енергоагрегату РЛС 35 кВт. Робочий діапазон частот — 5,4 — 5,9 ГГц.
Інструментальна зона огляду простору РЛС по дальності становить від 30 до 100 км і перевищує 20 км по висоті.
Цифрове діаграмоутворення в цифровій антенній решітці Giraffe AMB здійснюється за класичним методом дискретного перетворення Фур'є для грубого виявлення цілей. За результатами такої попередньої просторової селекції у вузьких просторових секторах далі реалізується метод надрозрізнення MUSIC, на який також спирається частотна селекція цілей.
При цьому на передачу формується один широкий промінь, а на прийом — віяло цифрових променів в кутомісній площині.
Такий підхід дозволив не тільки поліпшити висотні характеристики зони огляду (до 70 град за кутом місця), але й забезпечити при обертанні антени темп відновлення інформації по цілям 1 раз за секунду. Кількість супроводжуваних трас — більше 100. РЛС здатна виявляти не тільки аеродинамічні цілі й крилаті ракети, але й міни калібру 81 мм.
Це дозволило розроблювачам направити подальший розвиток даного радіолокаційного комплексу шляхом створення радара Giraffe AMB/RAM, здатного одночасно вирішувати функції класичної розвідки повітряних цілей і артилерійської радіолокаційної розвідки в інтересах місій C-RAM.
РЛС Giraffe AMB одночасно може виконувати функції командного пункту та РЛС цілевказування (SCC) для 6 пускових установок (ПУ) ЗРК RBS 23 Bamse та інших засобів протиповітряної оборони. РЛС застосовується у французьких і естонських підрозділах ППО, в яких вона забезпечує цілевказівкою пускові установки зенітних ракет «Містраль».

## РЛС Sea Giraffe

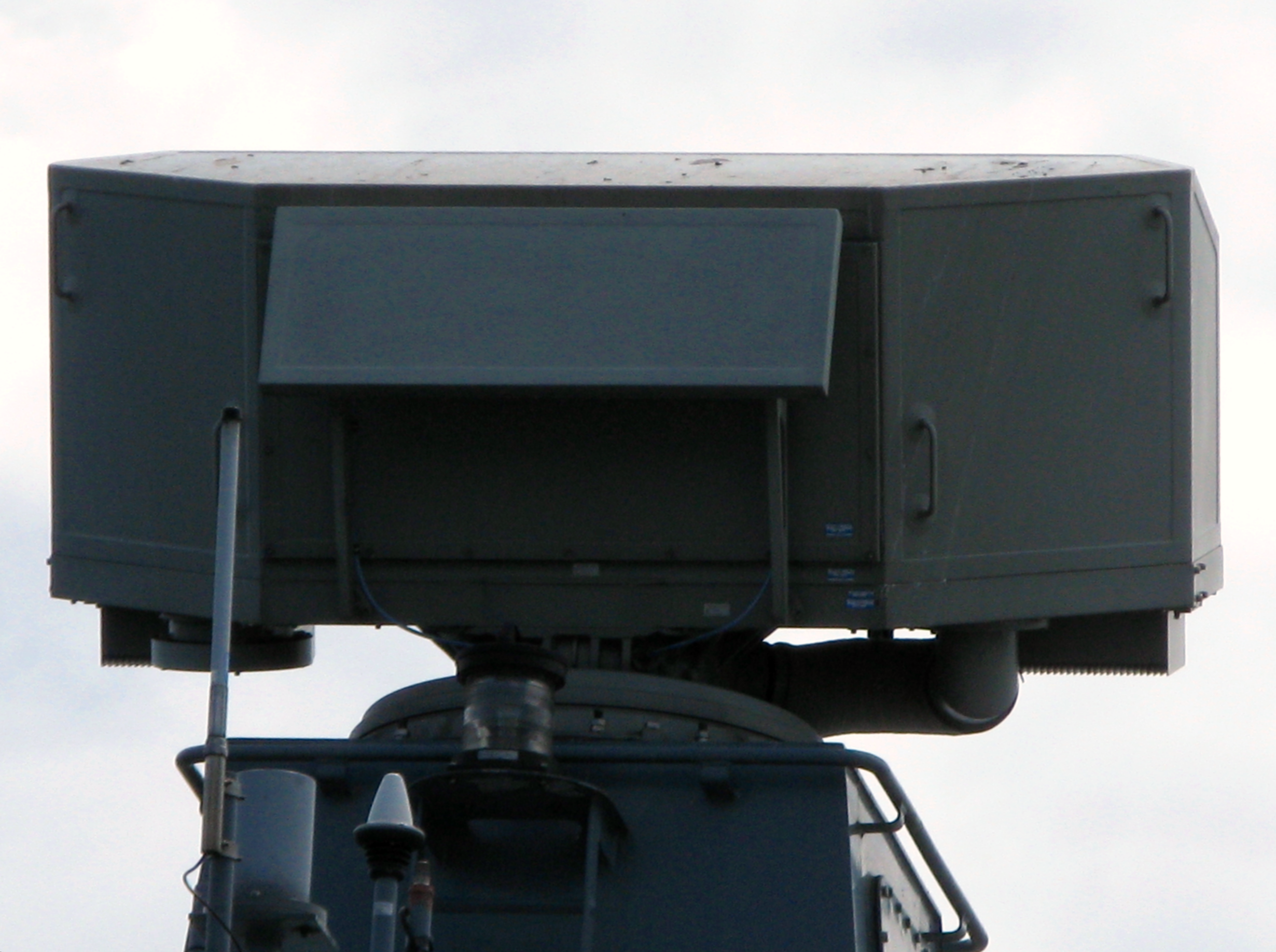
РЛС Sea Giraffe на польському корветі

Поряд із сухопутною версією розроблений також морський варіант даної РЛС — Sea Giraffe.
Ця радіолокаційна станція є трикоординатною. Робоча частота — 4-6 ГГц. Станція має дві основні частоти обертання — 30 обертів на хвилину в режимі спостереження і 60 обертів на хвилину в режимі видачі цілевказівки на зброю. Кут огляду станції по вертикалі становить близько 70°, по горизонталі — 360°. Антенний пост — стабілізований. Похибки радіопеленгування враховує та опрацьовує ЕОМ. РЛС здатна виявляти малі повітряні цілі на дистанції 32-45 миль.
Окрім корветів типу «Вісбю» (Швеція), РЛС Sea Giraffe поставлена на озброєння польських і американських ВМС, а також ВМС Об'єднаних Арабських Еміратів.

## РЛСGiraffe 4A
Багатофункціональний радар Giraffe 4A (Швеція) в S-діапазоні частот (2 — 8 ГГц) забезпечує одночасне вирішення завдань виявлення аеродинамічних та балістичних повітряних цілей, контрбатарейної боротьби (Weapon Location), C-RAM (ураження ракет, артилерійських боєприпасів та мін у повітрі) та C-UAV (боротьби з БПЛА).
Відмінною особливістю цієї РЛС є реалізація її на базі плоскої цифрової антенної решітки (ЦАР) з двовимірним багатопроменевим цифровим діаграмоутворенням за азимутом та кутом місця. Це дозволяє здійснити розрахунок точок падіння боєприпасів та позицій артилерії на дальностях до 80 км, а також одночасно супроводжувати траєкторії 5 мін у залпі, визначати кінцеві точки їхньої балістичної траєкторії та місцезнаходження 5 мінометів в одному позиційному районі. Таке досягнення дозволяє вивести на новий рівень вирішення завдань C-RAM шляхом знищення не одного боєприпасу, випущеного з одинокої позиції, як було раніше, а множини боєприпасів у залпі.

## Галерея

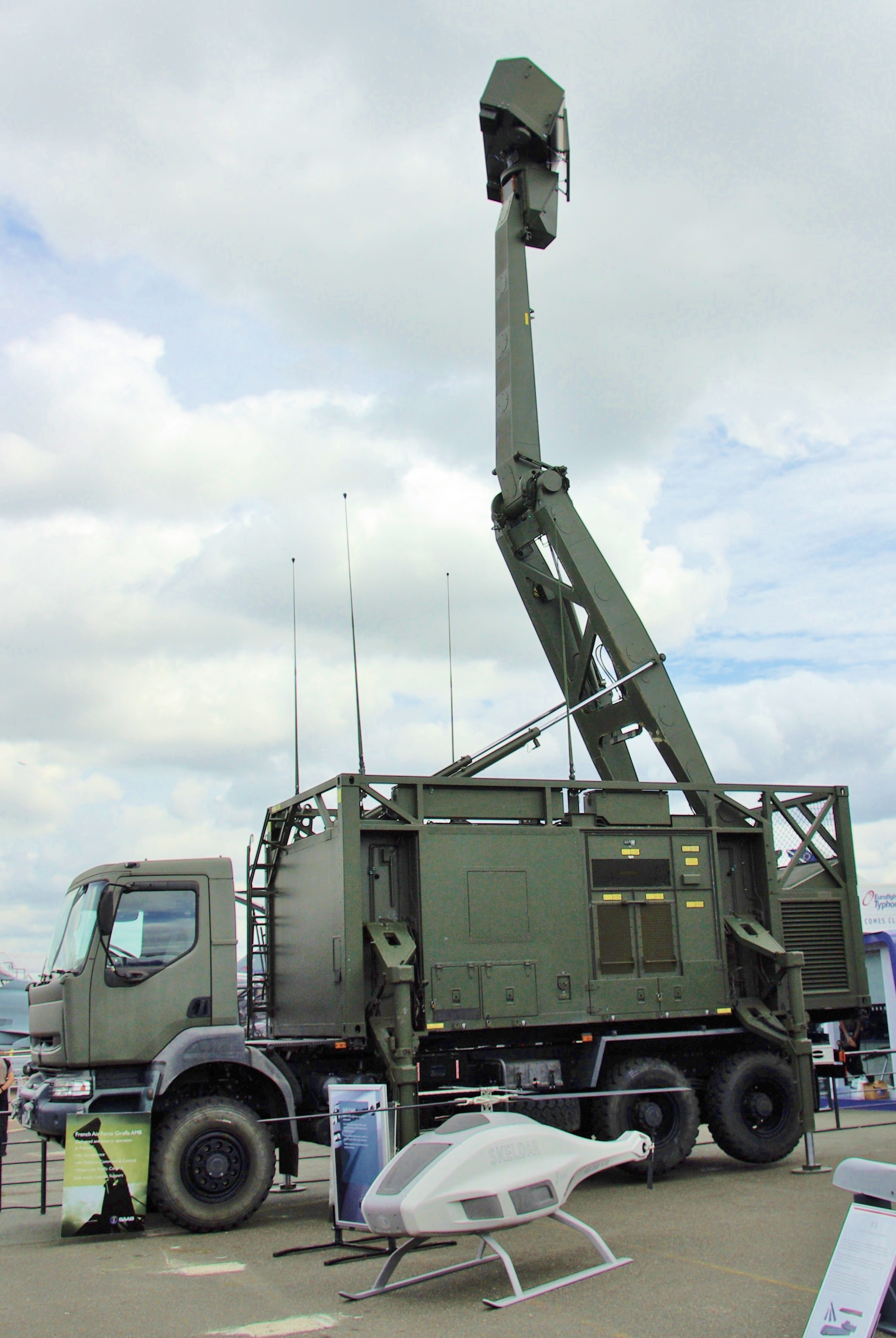
Giraffe AMB - радар на аерошоу в  Ле Бурже, 2007 р.